# T Геркулеса
T Геркулеса (лат. T Herculis), HD 166382 — кратная звезда в созвездии Геркулеса на расстоянии приблизительно 4 246 световых лет (около 1 302 парсек) от Солнца.
Открыта наблюдателями Боннского обозрения в 1857 году*.

## Характеристики
Первый компонент (TYC 2622-1634-1) — красный гигант, пульсирующая переменная звезда, мирида (M) спектрального класса M2,5e-M8e, или M2-M8, или M6, или M9, или Md. Видимая звёздная величина звезды — от +13,7m до +6,8m. Масса — около 1,533 солнечной, радиус — около 368,835 солнечных, светимость — около 1084,645 солнечных. Эффективная температура — около 3301 K.
Второй компонент — красный карлик спектрального класса M. Масса — около 86,25 юпитерианских (0,08233 солнечной). Удалён в среднем на 1,725 а.е..
Третий компонент (BD+31 3185) — жёлтая звезда спектрального класса G. Видимая звёздная величина звезды — +11,08m. Радиус — около 2,39 солнечных, светимость — около 4,151 солнечных. Эффективная температура — около 5334 K. Удалён на 64,5 угловых секунды.
Четвёртый компонент (WDS J18091+3101C). Видимая звёздная величина звезды — +13,2m. Удалён от третьего компонента на 19 угловых секунд.